# Sečovce
Sečovce (maďarsky Gálszécs) jsou město na východním Slovensku, v Košickém kraji.

## Poloha
Město se nachází ve Východoslovenské nížině na východ od Slanských vrchů, cca 14 km od Trebišova, 23 km od Michalovec a 34 km od Košic.

## Historie
První písemná zmínka o městě je z roku 1245, z listiny krále Bély IV.

## Osobnosti
- Alojz Schronk – kapelník, varhaník, učitel a hudební skladatel
- Milan Jankovič (1929–2019) – český literární vědec